# كلية الهندسة المعلوماتية بجامعة حلب
كلية الهندسة المعلوماتية بجامعة حلب،  تأسست عام 2000م بسوريا. تمنح جامعة حلب درجة الإجازة في «الهندسة المعلوماتية» بعد دراسة مدتها خمس سنوات.

## التأسيس
تأسست كلية الهندسة المعلوماتية بجامعة حلب في 7 سبتمبر 2000م. كانت قبل الخطة الجديدة تضم ثلاثة أقسام هي:
1. هندسة البرمجيات ونظم المعلومات.
2. الشبكات الحاسوبية.
3. الذكاء الصنعي واللغات الطبيعية.

وفقا للخطة القديمة، فإن مدة الدراسة 5 سنوات، منها ثلاث سنوات علوم أساسية، بعدها يتخصص الطالب في أحد الاختصاصات السابقة. تخرجت الدفعة الأولى عام 2005.
أما بحسب الخطة الجديدة، فيحق للطالب في السنتين الأخيرتين الاختيار بين مجموعة المواد الاختيارية عوضا عن التخصص.

## عمادة الكلية
تناوب على عمادة الكلية كل من:
- د. أسامة دويدري.
- د. فاضل سكر.
- د. سهيل خواتمي.
- د. محمد دباس الحميد.

## المختبرات
تضم الكلية العديد من المخابر المتخصصة منها:
- مخبر الشبكات.
- مخبر الذكاء الصنعي.
- مخبر البرمجيات.
- مخبر بنيان الحواسيب.
- مخبر العلوم الأساسية.
- مخبر التدريب الذاتي.

## الرسالة
تأخذ كلية الهندسة المعلوماتية في جامعة حلب على عاتقها مهمة تأهيل خريجين متميزين في مجال المعلوماتية وتُكسِبُهم المهارات العلمية والعملية في إيجادِ حلولٍ معلوماتية متكاملة تساهم في تطوير القطاعات الوطنية الخدمية والإنتاجية لتواكب التطوَر التكنولوجي المستمرَ وتنمِّي فيهم أخلاق المهنة ومبادئَها النبيلة. يقوم أعضاء الهيئة التعليمية في الكلية بإجراء بحوث علمية تخدم الناحيتين العلمية والعملية في مجال الهندسة المعلوماتية وإعداد الباحثين من خلال برامج الدراسات العليا في الكلية.
تتواصل الكلية مع الجامعات الوطنية والعالمية من خلال المؤتمرات والندوات العلمية. تسعى الكلية إلى إقامة روابط متينة مع المجتمع بقطاعيه العام والخاص والتعرف على المشاكل التي يواجهها المجتمع والعمل على إيجاد الحلول الملائمة لها.

## الأهداف
تهدف كلية الهندسة المعلوماتية إلى:
- إعداد المختصين في الهندسة المعلوماتية، وذلك عن طريق تأهيل الطلاب وتزويدهم بمستوى عالٍٍٍ من المعرفة في مجال المعلوماتية بحيث يواكب التقدم العلمي والتقني، بغية تأهيلهم لتلبية حاجات المجتمع في التنمية بأنواعها، وإعدادهم للمشاركة في التطوير والإنتاج في نطاق المعلوماتية على الصعيدين الوطني والعالمي.
- تطوير أساليب البحث والتعليم ووسائله والنهوض بالبحوث العلمية والدراسات المختلفة والمشاركة بها مما يسهم في التقدم العلمي والتقني في مجالات الهندسة المعلوماتية وتوسيع مهارات الطالب البحثية وتنمية الفكر الإبداعي لديه، وذلك بهدف إعداد الباحثين العلميين وإيجاد الحلول لمختلف القضايا التي تواجه التطور العلمي والاقتصادي والاجتماعي.
- توجيه الطلاب نحو الاختيار الأمثل للفعاليات التي سيمارسونها في الحياة المهنية وإتاحة الفرصة لهم للاشتراك في دورات تدريبية وطنية ودولية مما يساهم في اكسابهم المهارات العامة والعملية اللازمة لسوق العمل.
- توثيق الروابط الثقافية والعلمية مع الكليات والهيئات العلمية الوطنية خاصة والعالمية عامة، والعمل على إقامة مؤتمرات علمية اختصاصية، والإسهام والمشاركة في مختلف المؤتمرات والندوات العلمية وحلقات البحث العلمي التي تقام وطنياً ودولياً، وذلك في مجال العلوم المعلوماتية بمختلف اختصاصاتها.
- الإسهام في دورات التأهيل والتدريب والتعليم المستمر في مجالات تخصص علوم المعلوماتية بغية تحقيق ربط أكبر بين الجامعة والمجتمع.